# San Javier River
San Javier River är ett vattendrag i Argentina.   Det ligger i provinsen Tucumán, i den norra delen av landet, 1 100 km nordväst om huvudstaden Buenos Aires.
I omgivningarna runt San Javier River växer i huvudsak städsegrön lövskog. Runt San Javier River är det ganska tätbefolkat, med 124 invånare per kvadratkilometer.